# Garde des Tableaux du roi
Le garde des Tableaux du roi est nommé par le Surintendant des Bâtiments du roi. Ses missions consistent à dresser l'inventaire des biens dont il est responsable, à veiller à la conservation et à l'entretien courant des peintures, et enfin, à surveiller les personnes venues visiter le Cabinet des Tableaux du roi, tels que les copistes par exemple. Les déplacements des œuvres d'art entre les différentes demeures royales sont très nombreux et les gardes des tableaux veillent au maintien de l'intégrité de la collection royale.
En plus de responsabilités artistiques (conservation et accrochage des tableaux) et gestionnaires (tenue de l'inventaire), ils remplissent aussi une fonction juridique.
Sauf exception, cette charge est exercée jusqu'à leur mort.

## Règne de Louis XIV (1662-1715)
Sous le règne de Louis XIV, la charge de garde des Tableaux remplace progressivement celle de concierge des différentes demeures royales apparue au XVIe siècle. Cette évolution de la fonction s'explique par l'accroissement considérable de la collection de peintures du roi.
Charles Le Brun est nommé garde général des Tableaux du roi par le Surintendant des Bâtiments du roi Jean-Baptiste Colbert en 1663. Sa mission principale se résume à rédiger l'inventaire général de la collection de Louis XIV. Les peintres Christophe Paillet et René-Antoine Houasse sont gardes ordinaires des Tableaux du roi. Ils s'occupent concrètement de la gestion de la collection et rédigent également des inventaires des biens dont ils ont la charge.
Christophe Paillet est responsable du Cabinet des Tableaux du roi de la surintendance des Bâtiments située à Versailles, ainsi que des magasins situés en ce lieu. Il est aussi chargé des tableaux présents dans les appartements de la famille royale dans le château de Versailles, et des autres tableaux exposés dans les demeures alentour comme le château de Marly, le château de Choisy-le-Roi, le château de Chaville ou encore le château de Meudon.
René-Antoine Houasse se voit confier la responsabilité des magasins parisiens : le Louvre et l'hôtel de Gramont.
À la mort de Charles Le Brun, en 1690, aucun garde général n'est nommé pour le remplacer. Les surintendants des Bâtiments successifs, François Michel Le Tellier de Louvois puis Édouard Colbert de Villacerf, assurent alors la permanence de cette fonction mais, dans les faits, ce sont les gardes ordinaires qui prennent soin de la collection de peintures.
Il faut attendre l'arrivée de Jules Hardouin-Mansart au poste de Surintendant des Bâtiments du roi en 1699 pour qu'il choisisse le peintre Nicolas Bailly en qualité de garde général des Tableaux du roi. Celui-ci est alors chargé de rédiger un nouvel inventaire général de la collection de peintures de Louis XIV.

## Chronologie des gardes des tableaux du roi
- le peintre Charles Le Brun (1663-1690) : garde général
- le peintre Christophe paillet (1680-1715) : garde ordinaire
- le peintre René-Antoine Houasse (1677-1710) : garde ordinaire
- le peintre Nicolas Bailly (1699-1736) : garde général
- le peintre François Stiémart (1677-1740) : garde général
- le dessinateur Jacques-André Portail (1740-1759) : garde général
- le graveur Jean-Baptiste Massé (1759-1767) : garde général
- le peintre Hugues Taraval (1783-1784) : garde ordinaire
- le peintre Étienne Jeaurat (...-1789)
- le peintre Louis Jean-Jacques Durameau (1789-1792) : garde général

La charge de garde des Tableaux du roi disparaît en même temps que le régime monarchique, le 21 septembre 1792.

## Sources
- Inventaire rédigé par Charles Le Brun publié par Arnauld Brejon de Lavergnée, L'inventaire Le Brun de 1683. La collection des tableaux de Louis XIV, Paris, R.M.N., 1987, 489 p.
- Inventaire rédigé par Nicolas Bailly publié par Fernand Engerand, Inventaire des tableaux du roy : inventaires des collections de la Couronne, rédigé en 1709 et 1710, par Nicolas Bailly, avec des additions et des notes par Fernand Engerand, E. Leroux, 1899.